# جامعة شاهد
جامعة شاهد (دانشگاه شاهد) هي جامعة حكومية تقع في طهران، إيران. يقع الحرم الجامعي في الجزء الجنوبي من طهران بمحاذاة طريق الخليج الفارسي السريع. تأسست الجامعة عام 1990، وبدأت أنشطتها عام 1991 بقبول 165 طالبًا في سبعة تخصصات. يبلغ عدد طلابها حاليًا حوالي 10,000 طالب، موزعين على 100 برنامج دراسي، و8 كليات، و7 مؤسسات بحثية.

## الحرم الجامعي والحياة الطلابية
يضم الحرم الجامعي المكاتب الإدارية الرئيسية، وسكن الطالبات، والمكتبة المركزية، وكليات العلوم الإنسانية، والهندسة، والعلوم، والزراعة. أما كليات الطب، والفنون، والتمريض والقبالة، وطب الأسنان، بالإضافة إلى المراكز البحثية، فتقع في وسط طهران. ويخضع مستشفى مصطفى الخميني (في مركز المدينة) لإشراف جامعة شاهد، ويُعد جزءًا من كلية الطب التابعة لها.

## التصنيف
حصلت جامعة شاهد على المركز 741 عالميًا في عام 2020 وفقًا تصنيف سيماجو للمؤسسات، وكانت قد احتلت المرتبة 2160 في عام 2016 بحسب تصنيف ويبومتريكس.

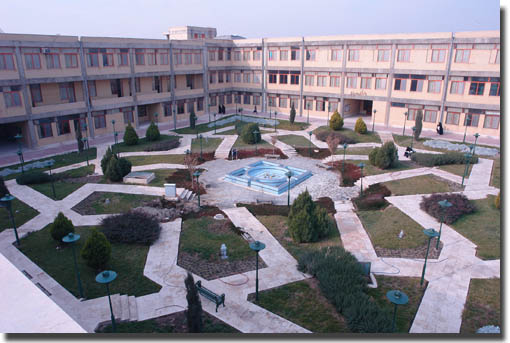
منظر عام لكلية الإدارة

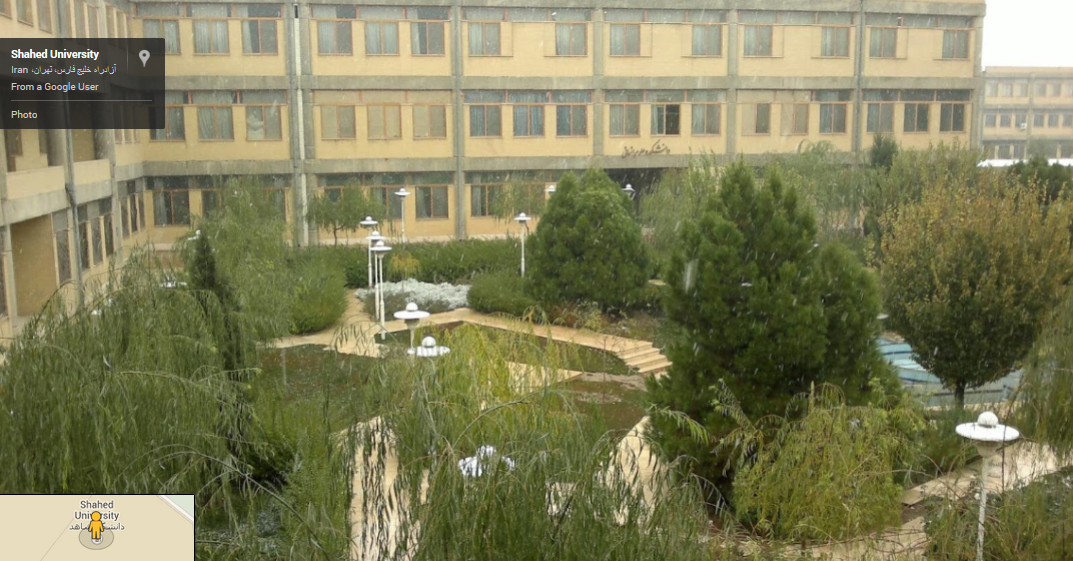
كلية الإدارة

## الكليات[7]
- كلية الزراعة
- كلية الهندسة
- كلية العلوم الأساسية
- كلية العلوم الإنسانية
- كلية الطب
- كلية طب الأسنان
- كلية الفنون
- كلية التمريض والقبالة

### كلية العلوم الإنسانية[8]
تأسست كلية العلوم الإنسانية عام 1990، وتضم حاليًا 85 عضو هيئة تدريس متفرغًا، و21 موظفًا إداريًا، ضمن 15 قسمًا (12 قسمًا تخصصيًا و3 أقسام عامة)، وتقدم 12 برنامجًا في مرحلة البكالوريوس و12 برنامجًا في الدراسات العليا.
تُعد أكبر كليات الجامعة من حيث المساحة التعليمية، وتضم أكبر عدد من الطلاب، ولديها أعلى معدل قبول في مرحلة الماجستير، وتضم أكبر عدد من التخصصات الأكاديمية. تقدم خدمات تعليمية للمواد العامة (اللغة الإنجليزية، الأدب الفارسي، التربية البدنية، والتعليم الإسلامي) لجميع الكليات. كما تصدر مجلة «دانشور» البحثية المتخصصة في ثلاث مجالات: علم النفس، والإدارة والعلوم التربوية. تضم الكلية مختبر اللغة الأجنبية، ومختبر علم النفس الإكلينيكي، ومختبر التربية البدنية وعلوم الرياضة، وأقسامًا صوتية ومرئية، وورشة مكتبة، وتقع بجوار المكتبة المركزية وموقع المعلومات المركزي للجامعة، وبالقرب من المكتبات ودور النشر، ولها موقع إلكتروني وورشة حاسوب.

### كلية العلوم الزراعية[10]

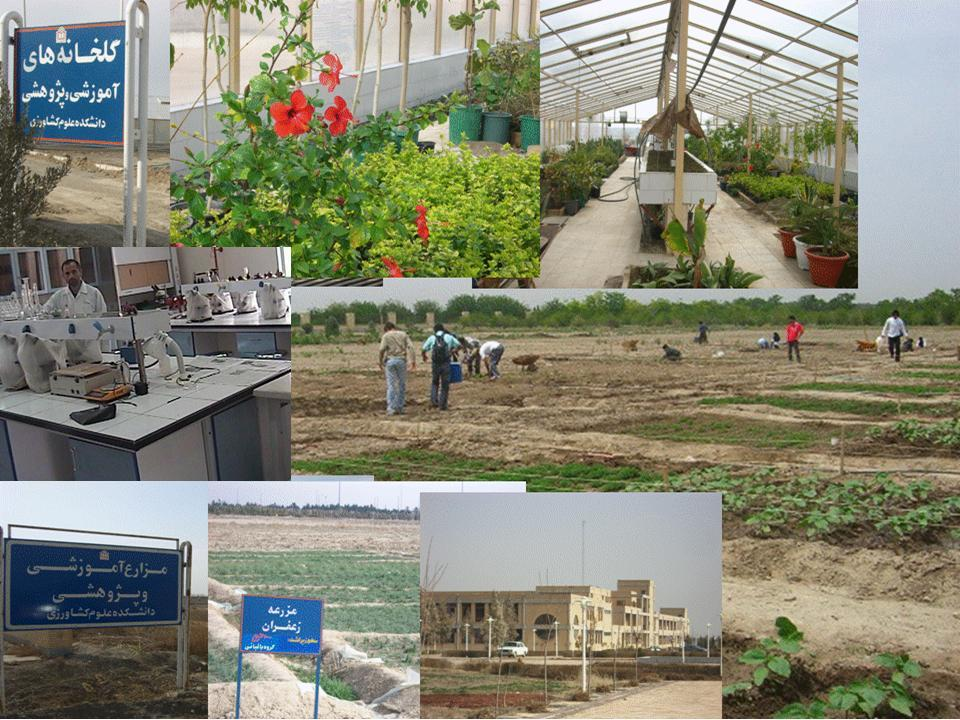
حقل تجريبي مخصص لطلبة الزراعة

تُصنف كلية العلوم الزراعية في جامعة شاهد ضمن أفضل ثلاث كليات زراعة في إيران.
- التخصصات المتوفرة لمرحلة البكالوريوس: علوم التربة، علوم البستنة، المحاصيل وعلوم النبات، علوم النباتات الطبية
- التخصصات المتوفرة لمرحلة الماجستير: علم بيدولوجيا التربة، كيمياء التربة، فيزياء التربة، علم الحشرات، أمراض النبات

### كلية الهندسة[11]
ينشر طلاب وأساتذة الكلية سنويًا أبحاثًا علمية في مجلات مرموقة من بينها مجلات ISI. ويواصل العديد من خريجي الكلية دراساتهم في جامعات عالمية مرموقة.
- الهندسة الطبية الحيوية (حتى الدكتوراه)[12]
- الهندسة الكهربائية (أربعة تخصصات: الإلكترونيات، والاتصالات، والطاقة حتى الدكتوراه، والتحكم حتى الماجستير)[13]
- الهندسة المدنية (بكالوريوس، وهندسة الجيوتكنيك وماجستير في هندسة الإنشاءات)[14]
- الهندسة الصناعية (ماجستير ودكتوراه)[15]
- هندسة الحاسوب وتكنولوجيا المعلومات (ماجستير)[16]

#### مؤتمرات كلية الهندسة
- المؤتمر الإيراني الرابع عشر للهندسة الطبية الحيوية[17]
- المؤتمر الإيراني السادس عشر للهندسة الكهربائية[18]

### مركز أبحاث وتكنولوجيا الهندسة
تضم الجامعة مركزًا لأبحاث الهندسة والتكنولوجيا يقع في ميدان انقلاب بطهران.

### كلية العلوم الأساسية[19]
يحظى قسم علم الأحياء في جامعة شاهد بمكانة مرموقة في إيران، وقد تم تصنيفه مؤخرًا ضمن المجموعات المتميزة على مستوى البلاد.

### كلية الطب[20]
تقع كلية طب الأسنان التابعة لجامعة شاهد في شارع كرجار شمالي، شارع نصرت، رقم 115 في طهران. أما مركز مصطفى الخميني الطبي فهو مستشفى تعليمي يقع وسط طهران، ويضم 220 سريرًا، ويخضع لإشراف كلية الطب في الجامعة.

## المنشورات

### الدوريات باللغة الإنجليزية

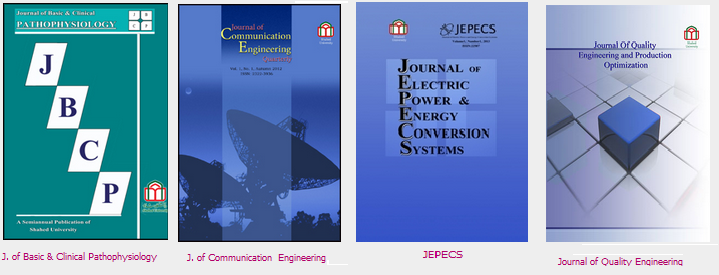
دوريات جامعة شاهد باللغة الإنجليزية

- مجلة باناسيا الدولية للهندسة والتكنولوجيا
- مجلة علم النفس المرضي الأساسي والإكلينيكي
- مجلة هندسة الاتصالات
- مجلة أنظمة تحويل الطاقة الكهربائية
- مجلة تحسين جودة الإنتاج والهندسة

### الدوريات باللغة الفارسية
- دانشور پزشكي — التخصص: العلوم الطبية
- روانشناسی بالینی و شخصیت — التخصص: علم النفس الإكلينيكي والشخصية
- راهبردهای بازرگانی — التخصص: الاستراتيجيات التجارية
- مطالعات اسلام — التخصص: الدراسات الإسلامية
- پژوهش نامه علم سنجی — التخصص: تقييم التقدم التعليمي
- اخلاق و فرهنگ در پرستاری و مامائی (تقبل الأوراق باللغة الإنجليزية أيضاً) — التخصص: الأخلاق والثقافة في التمريض والقبالة
- دانش زراعت — التخصص: علوم الزراعة
- پژوهش های آموزش و یادگیری — التخصص: أبحاث التعليم والتعلم
- نگاره (تقبل الأوراق باللغة الإنجليزية أيضاً) — التخصص: الفنون
- ادبیات مقاومت — التخصص: أدب المقاومة